# Frederick Twort
Frederick William Twort (1877–1950) foi um bacteriologista inglês e o descobridor original em 1915 dos bacteriófagos (vírus que infectam bactérias). Ele estudou medicina no St Thomas' Hospital, Londres, foi superintendente do Brown Institute for Animals (um centro de pesquisa de patologias), e foi também professor de bacteriologia na Universidade de Londres. Pesquisou a Doença de Johne, uma infecção intestinal crônica de gado, e também descobriu que a vitamina K é necessária para o crescimento da bactéria da lepra.